# Opala 76
Opala 76 é um romance gráfico de Eduardo Ferigato. O livro conta a história de Dario, um pistoleiro aposentado que volta à sua cidade natal para realizar o último desejo de seu pai: restaurar um Opala 76. O livro foi selecionado no ProAc de 2015, sendo lançado de forma independente no ano seguinte. Em 2017, ganhou o 29º Troféu HQ Mix na categoria "melhor publicação independente de autor".